# East Helena
East Helena is een plaats (town) in de Amerikaanse staat Montana, en valt bestuurlijk gezien onder Lewis and Clark County.

## Demografie
Bij de volkstelling in 2000 werd het aantal inwoners vastgesteld op 1642.
In 2006 is het aantal inwoners door het United States Census Bureau geschat op 2068, een stijging van 426 (25,9%).

## Geografie
Volgens het United States Census Bureau beslaat de plaats een oppervlakte van
2,2 km², geheel bestaande uit land. East Helena ligt op ongeveer 1202 m boven zeeniveau.

## Plaatsen in de nabije omgeving
De onderstaande figuur toont nabijgelegen plaatsen in een straal van 12 km rond East Helena.